# Rubén Uriza
Rubén Uriza Castro (Huitzuco, 27 maggio 1920 – Città del Messico, 30 agosto 1992) è stato un cavaliere messicano.

## Palmarès

### Olimpiadi
- Oro a Londra 1948 nel salto ostacoli a squadre.
- Argento a Londra 1948 nel salto ostacoli individuale.